# Israel Bascón Gigato
Israel Bascón Gigato (Utrera, 15 de març de 1987) és un futbolista professional andalús, que ocupa la posició de migcampista.

## Trajectòria esportiva
Format al planter del Reial Betis, debuta amb el primer equip a la campanya 04/05, en la qual disputa 8 partits de lliga i 3 de Copa del Rei. A l'any següent retornaria a aparèixer al primer equip bètic, tant en competició de lliga com a competicions europees.
A la campanya 2006/07 seria cedit al Mérida UD, però no va poder contribuir massa atès que un accident de trànsit el va deixar lesionat part de la temporada.
El juliol del 2007 retorna al Betis, incorporant-se al filial, sense jugar de nou amb el primer equip.